# Bertula suisharyonis
Bertula suisharyonis là một loài bướm đêm trong họ Erebidae.